# Suhail Al-Mansoori
Suhail Salem Yeslam Ahmed Al Mansoori, noto semplicemente come Suhail Al-Mansoori (in arabo سهيل المنصوري‎?; Abu Dhabi, 19 maggio 1993), è un calciatore emiratino, centrocampista attualmente svincolato.

## Palmarès

### Club

#### Competizioni nazionali
- UAE Arabian Gulf Cup: 1

Al-Wahda: 2015-16
- Coppa del Presidente degli Emirati Arabi Uniti: 1

Al-Wahda: 2016-2017